# 未燃焼炭化水素
未燃焼炭化水素 (UHCs) は内燃機関で炭化水素燃料を燃焼した後、排出される炭化水素である。
いかなる燃料も炎から漏れる。燃焼器から未燃焼の燃料が排出された時、排出物は炎の領域を"避ける"燃料が原因である。一例としてレシプロ機関において燃料と空気の混合物がピストンリングの割れ目によって炎から"隠れる"事によって生成される。さらに燃焼室内のいくつかの区域において炎が弱すぎたり燃料が薄すぎたり、濃すぎたりする事によって燃焼温度が低くなる。これらの区域ではホルムアルデヒドやアルキンのような中間体が排出される原因となる。しばしばこのような種を記述するために"products of incomplete combustion:不完全燃焼生成物"または略してPICsとの用語が用いられる。